# Хобица (Хунедоара)
Хобица (рум. Hobița) насеље је у Румунији у округу Хунедоара у општини Пуј. Oпштина се налази на надморској висини од 531 m.

## Становништво
Према подацима из 2002. године у насељу је живело 205 становника.

### Попис2002.
| Расподела становништва по националности 2002.‍ | Расподела становништва по националности 2002.‍ | Расподела становништва по националности 2002.‍ | Расподела становништва по националности 2002.‍ | Расподела становништва по националности 2002.‍ |
| --------------------------------------------- | --------------------------------------------- | --------------------------------------------- | --------------------------------------------- | --------------------------------------------- |
|                                               |                                               |                                               |                                               |                                               |
| Румуни                                        | Румуни                                        |                                               | 173                                           | 84,4%                                         |
| Мађари                                        | Мађари                                        |                                               | 6                                             | 2,9%                                          |
| Роми                                          | Роми                                          |                                               | 26                                            | 12,7%                                         |